# Die Girls von St. Trinian
Die Girls von St. Trinian (englischer Originaltitel: St. Trinian’s) ist eine britische Filmkomödie aus dem Jahr 2007 (deutscher Kinostart 7. August 2008). Regie führten Oliver Parker und Barnaby Thompson, das Drehbuch schrieben Piers Ashworth und Nick Moorcroft.

## Handlung
Das britische Mädcheninternat St. Trinian befindet sich in finanziellen Schwierigkeiten. Die neue Schülerin Annabelle Fritton, eine Nichte der Direktorin Camilla Fritton, lernt an der Schule Schulsprecherin Kelly und deren Freundinnen kennen. Diese spielen ihrer eher ordentlich und konservativ eingestellten neuen Mitschülerin einen Streich, indem sie im Internet Videos verbreiten, in denen sie unbekleidet im Internat herumläuft. Annabelle ruft ihren Vater an und verlangt, dass sie von der Schule genommen wird, was jedoch ohne Erfolg bleibt. Sie muss sich also in der von Anarchie geprägten Schule einleben und versuchen, sich durchzusetzen.
Der neue Kultusminister Geoffrey Thwaites, den einst mit Camilla Fritton eine Beziehung verband, plant Reformen des Schulsystems. Diese sollen wegen des schlechten Rufs der Schule zuerst in St. Trinian eingeführt werden. Nach einem Hockeyspiel gegen ihre alte Schule wird Annabelle von den anderen Mädchen akzeptiert und feiert mit den Mädchen auf einer Party.
Kelly erfährt von den finanziellen Problemen der Schule und entwickelt mit den anderen Mädchen und auch der Schulleiterin den Plan, ein wertvolles Gemälde zu stehlen, dessen Verkauf die Schule retten würde. Die Mädchen nehmen an einer Fernsehshow teil und erhalten so Zugang zur Londoner National Gallery. Während des Finales des im Fernsehen gezeigten Wettbewerbs stehlen sie das Gemälde, wobei sie von Thwaites und dessen Tochter gestört werden.
Die Schülerinnen täuschen das Auffinden des Gemäldes in der Umkleidekabine eines Londoner Kaufhauses vor, erhalten eine Belohnung für die Wiederbeschaffung und außerdem gewinnt St. Trinian den School Challenge. Zusätzlich wird dem Vater von Annabelle, der eine Kunstgalerie in London besitzt, eine Kopie des Gemäldes verkauft, die von der Direktorin Miss Fritton angefertigt wurde. Die Schule wird durch diese Maßnahmen gerettet.

## Soundtrack
Auf dem Soundtrack zum Film sind unter anderen Lily Allen, Sophie Ellis-Bextor, Remi Nicole, die Sugababes, Girls Aloud, The Four Aces und Gabriella Cilmi vertreten.

## Kritiken
Derek Elley schrieb in der Zeitschrift Variety vom 28. Dezember 2007, dem mild amüsanten Film würden genauso wirklich scharfe Dialoge wie auch echte Stars fehlen. Seine Szenen würden an Sketche erinnern. Der Film sollte dennoch sein Zielpublikum erreichen – die weiblichen britischen Tweens.
Stella Papamichael schrieb am 20. Dezember 2007 für die BBC, die Charaktere des Originalfilms aus dem Jahr 1954 würden die Charaktere dieses Films zum Frühstück verspeisen. Lediglich Rupert Everett zeige einen bissigen Geist.

„Ein durchwachsenes Spektakel, das sich einerseits bemüht den schwarzhumorigen galligen Witz der St. Trinian-Cartoons einzufangen und den klassischen Filmen Tribut zu zollen, andererseits aber auch das heutige Teeniepublikum bedienen will. Das klappt stellenweise leidlich gut, was vor allem der großartigen Besetzung geschuldet ist.“

## Auszeichnungen
Gemma Arterton wurde im Jahr 2008 als Beste Newcomerin für den Empire Award nominiert.

## Hintergründe
Die Handlung beruht auf einem Cartoon des britischen Cartoonisten Ronald Searle und auf dem Film Die Schönen von St. Trinians aus dem Jahr 1954 und dessen vier bis 1980 gedrehten Fortsetzungen. In der Szene, in der die Schülerinnen ihren Plan zum Raub des Gemäldes ausarbeiten, ist eine kurze Zeichentricksequenz, die den originalen St. Trinian-Cartoons von Ronald Searle nachempfunden ist, zu sehen.
Der Film wurde in London und in Oxfordshire gedreht. Seine Produktionskosten betrugen schätzungsweise 13,5 Millionen US-Dollar. Nach der Weltpremiere am 10. Dezember 2007 in London kam der Film am 21. Dezember 2007 in die britischen Kinos, in denen er ca. 12 Millionen Pfund Sterling einspielte. Der deutsche Kinostart folgte am 7. August 2008.

## Fortsetzung
Die Fortsetzung Die Girls von St. Trinian 2 – Auf Schatzsuche erschien 2009. Im Mittelpunkt der Handlung steht die Suche nach einem Piratenschatz. Zu den Mitwirkenden zählt u. a. neben Rupert Everett und Colin Firth in diesem Teil auch David Tennant.